# 滨海文化中心
滨海文化中心，又称天津市滨海新区文化中心，位于天津市滨海新区开发区中央大道与旭升路交口，由滨海新区政府出资建设和运营，项目自2017年10月1日起陆续开始运营。滨海文化中心一期工程包括滨海美术馆、滨海图书馆、滨海科技馆、滨海演艺中心、滨海市民活动中心和滨海文化长廊。其中，滨海图书馆由于建筑设计奇特而备受瞩目。2018年8月，美国《时代杂志》将天津滨海图书馆评为“2018年最值得去的100个地方”第一名。